# Johannes de Doper (Caravaggio)
Johannes de Doper (Italiaans: San Giovanni Battista) is een schilderij van Caravaggio uit 1602. Het maakt deel uit van de collectie van de Capitolijnse Musea in Rome. In de collecties van Galleria Doria Pamphilj is een tweede exemplaar aanwezig. Het is een van de zeven werken van de schilder met Johannes de Doper, hoewel de toeschrijving niet in alle gevallen zeker is.

## Geschiedenis
Het werk werd geschilderd voor markies Ciriaco Mattei. In 1601-1602 woonde en werkte Caravaggio in het paleis van de familie Mattei. De notitieboeken van Ciriaco Mattei vermelden twee betalingen aan Caravaggio in juli en december 1602, die overeenkomen met het begin en het einde van het werk aan de originele Johannes de Doper. De betaling is beperkt tot 85 scudi, omdat het schilderij slechts één personage voorstelt. De kopie wordt tegelijkertijd of kort daarna gemaakt. In juli van hetzelfde jaar ontving Caravaggio 150 scudi voor het Avondmaal in Emmaüs en in januari 1603 nog eens 125 scudi voor De gevangenneming van Christus. 
Na het overlijden van Mattei en zijn zoon kwam het schilderij in 1623 in bezit van kardinaal Francesco Maria del Monte. Nadat de kardinaal overleden was, verkochten zijn nabestaanden het werk in 1628 aan kardinaal Carlo Pio di Savoia. Zijn verzameling werd in 1750 gekocht door paus Benedictus XIV voor de Capitolijnse Musea. In de twintigste eeuw verdween het schilderij enige tijd uit zicht. In de jaren vijftig werd het gevonden in het kantoor van de burgemeester van Rome en teruggebracht naar het museum. Kenners toonden toen aan dat dit het originele werk was. 

## Voorstelling
De pose is rechtstreeks geïnspireerd op de ignudi die Michelangelo op het plafond van de Sixtijnse Kapel schilderde. Caravaggio gebruikte een volksjongen als model, die ook op Amor vincit omnia te zien is. Op beide doeken valt de vrolijke uitstraling van de jongen op.  
Johannes wordt voorgesteld als een heel jonge man, half liggend, zijn arm om de nek van een ram en zijn hoofd met een ondeugende glimlach naar de toeschouwer gekeerd. Hij is verstoken van zijn gebruikelijke attributen: kruis, banier en lam. Toch zijn er ook elementen te herkennen die op voorstellingen van de heilige vaak voorkomen: hij heeft een rode mantel en kamelenhuid als kleding en wordt in de natuur weergegeven. De ram is geen gebruikelijk symbool, normaal gesproken wordt Johannes de Doper vergezeld door een lam dat het Lam Gods symboliseert. Waarschijnlijk moet de ram toch als een verwijzing naar Christus gezien worden. Typerend voor Caravaggio's kunst is dat hij het heilige en profane op eigen manier probeert te combineren. 
Mattei's Johannes de Doper kende een groot succes: er zijn elf kopieën geïdentificeerd, waaronder één die kenners aan Caravaggio zelf toeschrijven. Deze versie wordt tentoongesteld in de Galleria Doria Pamphilj. 

## Afbeeldingen

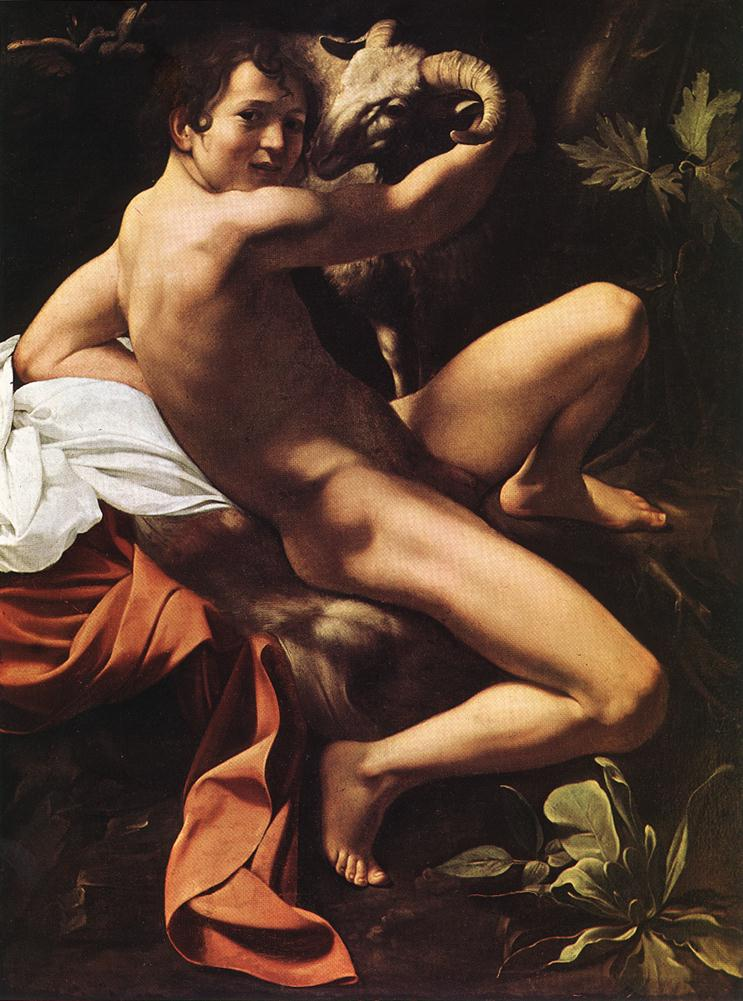
Kopie in de Galleria Doria Pamphilj
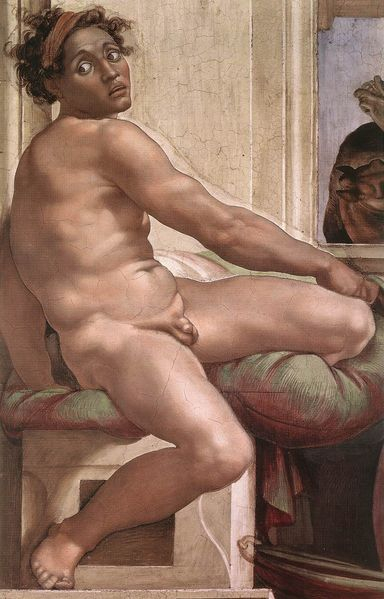
Een van de ignudi van Michelangelo
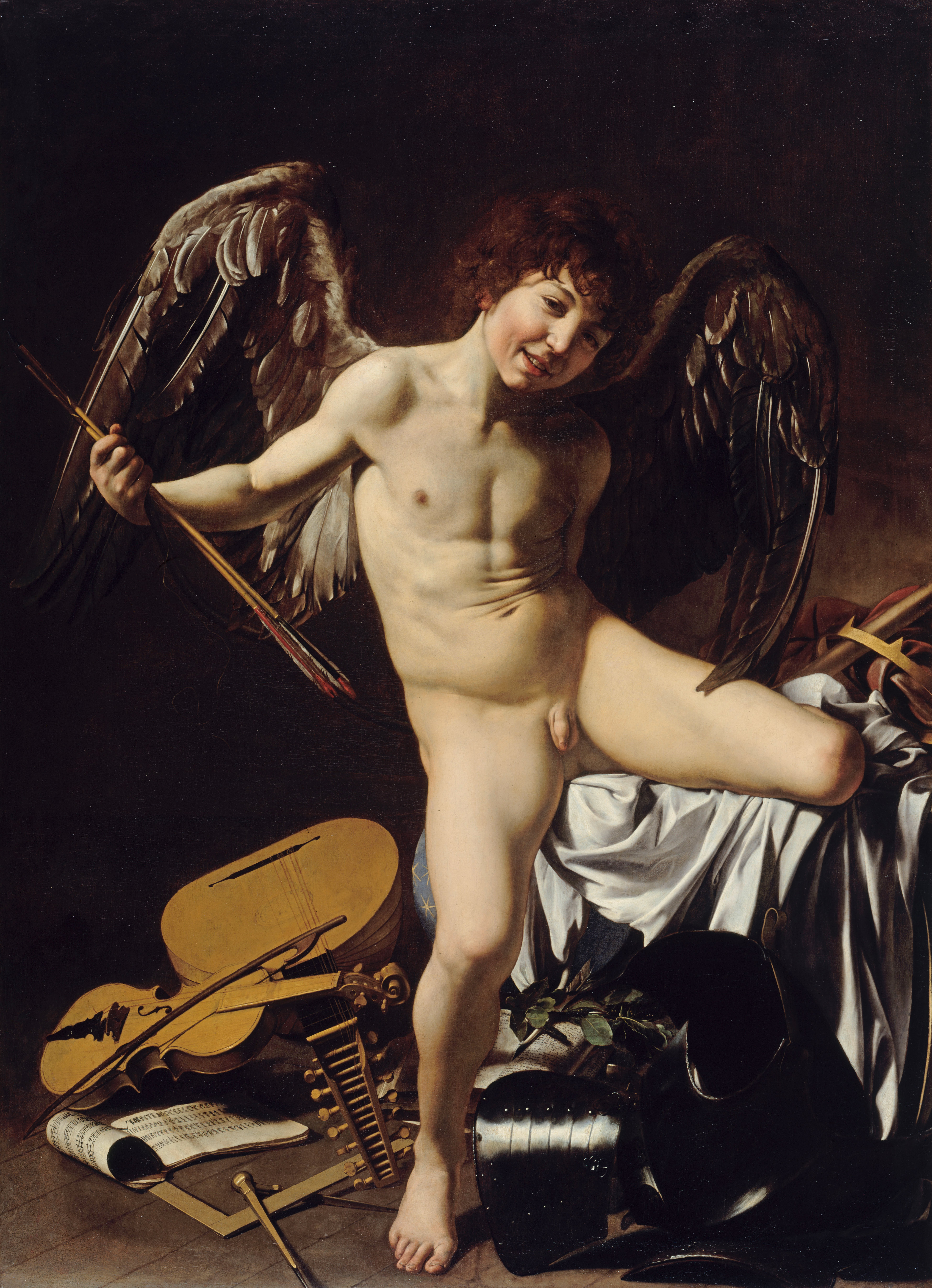
Amor vincit omnia